# R99
R99 (혹은, HD 269445)는 황새치자리에 위치하는 항성으로 대마젤란 은하에 존재하며, 밝은 청색 변광성 후보로 분류되는 알려진 가장 광도가 높은 별 중 하나이다.

## 분광형
R99는 OBf:pe, "분류 불가능", 특이한 WN10, "특이한 LBV HD 5980과 유사", '고유' 및 Ofpe/WN9로 설명되는 독특한 스펙트럼을 가지고 있으며, Ofpe/WN9 유형은 다른 별의 경우에는 WN9와 WN11 사이의 유형으로 재분류되었으나 이 별에는 아직 남아 있다. R99는 단순한 WN 스펙트럼 유형을 갖지 않는 다른 별들과 상당한 차이를 가지고 있다. 즉 자외선 스펙트럼은 다양한 파장 범위에 걸쳐 강하게 덮여 있으며 방출 대신 흡수에서 고도로 이온화된 철선이 나타나고 Hi 선은 비정상적으로 좁고 백조자리 P형 윤곽이 없다. 또한 Hδ 근처의 중요한 흡수 특징이 부족하며 많은 금속 선은 같은 유형의 다른 별에 비해 비정상적으로 강하거나 약하고 설명할 수 없는 작은 적외선 과잉이 있다.

## 항성풍
R99의 바람 구조는 대부분의 볼프-레이에별 및 LBV(밝은 청색 변광성)와 크게 다를 수 있다. 일반적인 온도로 층화된 볼프-레이에별의 항성풍은 종단 속도로 가속되어 별에서 서로 다른 거리에 서로 다른 이온화 수준의 헬륨 선을 만들어내지만 이는 R99에는 적용되지 않는 것처럼 보인다. 스펙트럼 연속체의 상당한 편파도 나타나 비대칭 바람을 암시하며 이것은 다른 볼프-레이에별에서는 관찰되지 않았다.

## 밝은 청색 변광성 후보
R99는 수십 년 동안 약 +0.3등급의 밝기 변화를 보여주며 2일과 10일의 가장 강한 기간을 갖는 더 작은 진폭을 보여주고 색상도 변해 최소 광도에서 별이 더 파랗게 보인다. 폭발은 한 번도 관찰된 적이 없지만 변동성과 스펙트럼으로 인해 밝은 청색 변광성으로 분류되었으며 다른 사람들은 여전히 후보로 분류한다.

## 같이 보기
- 질량이 큰 항성 목록